# جيمس إف بيل الثالث
جيمس إف بيل الثالث (بالإنجليزية: James F. Bell, III)‏ (و. 1965 – م) هو عالم فلك من الولايات المتحدة الأمريكية .

## التعليم
تعلم في معهد كاليفورنيا للتقنية، وجامعة هاواي

## مناصب وهيئات
أدار جامعة كورنيل.